# Turki al-Binali
Turkī al-Binʿalī, arabisch تركي بن مبارك البنعلي, DMG Turkī ibn Mubārak al-Binʿalī, Kunya: Abū Sufyān, Pseudonyme Abū Humām Bakr ibn ʿAbd al-ʿAzīz al-Atharī (arabisch أبو همام بكر بن عبدالعزيز الأثري, DMG Abū Humām Bakr ibn ʿAbd al-ʿAzīz al-Aṯarī) und Abū Chuzaima al-Mudarī (arabisch أبو خزيمة المضري, DMG Abū Ḫuzaima al-Muḍarī; * 3. September 1984 in Bahrain; † 31. Mai 2017), war ein salafistisch-dschihadistischer Ideologe, Scheich, Prediger und Mufti der Terrormiliz Islamischer Staat. Er war von den Vereinigten Staaten auf die Terrorliste der Specially Designated Nationals and Blocked Persons gesetzt worden. Diese Maßnahme ging mit Sanktionen seitens der US-Regierung einher, die sämtliche Konten, die er in den USA besitzen könnte, hatte einfrieren lassen und ihren Bürgern es verboten hatte, mit ihm Geschäfte zu machen. Bahrain hingegen hatte ihn nicht als Terroristen aufgeführt, was von mehreren Stellen Kritik an der Regierung in Manama auslöste. Seine Staatsbürgerschaft hatte ihm Bahrain jedoch schon 2015 entzogen.
Al-Binali wurde nach Einschätzung von US-Streitkräften am 31. Mai 2017 bei einem Luftangriff auf al-Mayadin in Syrien getötet.

## Werdegang
Turkī al-Binʿalī stammte aus einem Clan, der der in Bahrain regierenden Königsfamilie Āl Chalīfa nahesteht. Er lebte im Stadtteil Busaitin der bahrainischen Hafenstadt al-Muharraq. Nach biografischen Angaben, die von einem seiner Studenten stammen, begann Turkī al-Binʿalīs islamische Unterweisung bereits in jungen Jahren. Für den Erwerb einer höheren Ausbildung zog er nach Dubai, wo er „Arabische und Islamische Wissenschaften“ studierte und wegen dschihadistischer Tendenzen verhaftet und abgeschoben wurde. Danach studierte er in Beirut und wieder in Bahrain. Die Biografie erwähnt sodann weitere Verhaftungen Turkī al-Binʿalīs, innerhalb und außerhalb Bahrains, und gibt an, dass ihm die Vereinigten Arabischen Emirate, Katar, Ägypten, Kuwait und andere Staaten die Einreise verweigerten. Ferner verortete ihn die Biografie in salafistischen und salafistisch-dschihadistischen Netzwerken, indem sie seine Unterweisungen bei den Islamgelehrten Abdallah ibn Dschibrīn († 2009) und Zuhayr al-Shawish († 2013) sowie den Dschihadisten Abū Muhammad al-Maqdisī und ‘Umar al-Haddushi ausführt. Abū Muhammad al-Maqdisī zertifizierte Turkī al-Binʿalīs Bildungsabschluss (Idschāza), die eine Lehrerlaubnis in Bezug auf Abū Muhammad al-Maqdisīs Werke einschließt. Als Abū Muhammad al-Maqdisī im Jahr 2009 ein Scharia-Gericht auf seiner Webseite einrichtete, berief er Turkī al-Binʿalī als einen seiner Muftis. Mindestens bis zum Sommer 2013 konnte er durch mehrere Staaten der arabischen Welt offenbar frei reisen und predigen. Unbehelligt trat er als Redner auf einer Demonstration von Sympathisanten des Islamischen Staats auf, die in der bahrainischen Hauptstadt Manama stattfand, vor der Botschaft der Vereinigten Staaten. Im Juni 2013 hielt er eine Reihe von Vorträgen in der libyschen Hafenstadt Sirte. Auch rekrutierte er dabei Kämpfer für den Islamischen Staat. Nach Presseberichten hielt sich Turkī al-Binʿalī seit Februar 2014 in Syrien auf. Spätestens seit 2013 spielte er die Rolle eines „ideologischen Leitsterns des Islamischen Staats“. Zwei Cousins Turkī al-Binʿalīs, Muhammad ʿIsā und ʿAlī Yūsuf al-Binʿalī, sollen sich ebenfalls dem Islamischen Staat angeschlossen haben.
Im Juli 2013 verfasste er eine Biografie seines Anführers Abū Bakr al-Baghdādī. Turkī al-Binʿalīs Fatwas und Statements werden in den Gebieten verbreitet, die unter der Kontrolle des Islamischen Staats stehen. Turkī al-Binʿalī galt auch als Autoritätsperson für das deutsche Netzwerk der Organisation Millatu Ibrahim von Mohamed Mahmoud und Denis Cuspert. Die Führung des Islamischen Staats soll Turkī al-Binʿalī auf seine Anregung hin damit beauftragt haben, islamische Geistliche in Jordanien, Saudi-Arabien, Marokko, Jemen und anderen Staaten für die Sache des Islamischen Staats zu gewinnen. Anfang 2015 wurde berichtet, dass Bahrain Turkī al-Binʿalī die bahrainische Staatsbürgerschaft entzogen habe.
In Folge eines Anschlags auf die Imam-Dschaʿfar-as-Sādiq-Moschee in Kuwait, den die Terrormiliz Islamischer Staat am 26. Juni 2015 verübt hatte, soll Turkī al-Binʿalī nach Presseberichten damit gedroht haben, dass Bahrain das Ziel eines nächsten Anschlags sein werde. Nach einem Bericht eines Ausschussvorsitzenden des Sicherheitsrates der Vereinten Nationen vom 15. November 2015 gehörte Turkī al-Binʿalī zu einer Gruppe von Personen, die von Abū Bakr al-Baghdādī 2013 dazu benannt wurden, strategische Aktivitäten des Islamischen Staats in Libyen zu leiten.

## Ideologie
Turkī al-Binʿalī orientierte sich an der Islaminterpretation des hanbalitischen Gelehrten Muhammad ibn ʿAbd al-Wahhāb, der im 18. Jahrhundert lebte und durch seine puristisch-traditionalistische Lehre den Anstoß zur Reformbewegung der Wahhābīya gab. Turkī al-Binʿalīs Rolle für den Islamischen Staat bestand darin, dessen Widersacher anzufechten. Seine Anfechtungen gehören zu den weitreichendsten sowie am stärksten publizierten und rezipierten Äußerungen eines Scharia-Experten des Islamischen Staats. Turkī al-Binʿalī griff verbal andere Ideologen des Dschihadismus und Mainstream-Islamismus an. Dazu zählen Al-Qaida-Führer Aiman az-Zawāhirī, Abū Qatāda al-Filastinī und Abū Muhammad al-Maqdisī, sein früherer Lehrmeister.

### Apologien zur Staatlichkeit und zu Vorhaben der TerrormilizIslamischer Staat
Eine Verschärfung seiner Äußerungen trat im Januar 2014 ein, kurz bevor es eine Auflehnung islamistischer Kampfgenossen des Islamischen Staats in Nordsyrien gab, die über die Weigerung des Islamischen Staats, sich einem Schiedsgerichtsurteil zu unterwerfen, erbost waren. Turkī al-Binʿalī vertrat in diesem Konflikt den Standpunkt, dass der Islamische Staat ein souveränes Gemeinwesen mit eigenen Rechtsprechungsorganen und einem hinreichenden Rechtssystem sei (siehe Islamischer Staat (Theorie)).

### Takfirismus
Turkī al-Binʿalī äußerte sich ferner zu der Frage, welche Gruppen nach Ansicht des Islamischen Staats Muslime sind. So vertrat er als Takfirist etwa den extremen sunnitischen Standpunkt, dass Angehörige der schiitischen Glaubensrichtung der Alawiten als der Häresie (bidʿa) verfallene Ungläubige (kuffār) zu töten seien. Ihre Kinder allerdings, die noch keine Schamhaare haben, wären als Sklaven zu nehmen und zum Islam zu bekehren. Turkī al-Binʿalī rechtfertigte auch die Versklavung jesidischer Frauen.

### Standpunkt gegenüber Schiiten
Turkī al-Binʿalī vertrat auch gegenüber Schiiten einen extremen Standpunkt. Auf der Homepage seines ehemaligen Lehrers Abū Muhammad al-Maqdisī schrieb Turkī al-Binʿalī in einer undatierten Fatwa, der ersten Turkī al-Binʿalīs gegen die Schiiten, mit Verweis auf Abū Muhammad al-Maqdisī, dass die heutigen Zwölfer-Schiiten Ungläubige seien. Die wichtigsten Vorwürfe sind, dass die Schiiten den Koran für verfälscht halten, sie den Großteil der Prophetengenossen verfluchen und an die Verborgenheit und Rückkehr des zwölften Imams glauben.
2013 gab Turkī al-Binʿalī dann dem „Radio des Monotheismus“ (iḏāʿat at-tauḥīd), einem Radiosender im libyschen Sirte, ein Interview. Darin beschrieb er die schiitische Geschichte aus seinen Augen. Anfangs wären Schiiten lediglich Anhänger ʿAlīs gewesen. Nach und nach seien sie jedoch unter den Einfluss des Teufels geraten. Die erste bidʿa habe stattgefunden, als sie ʿAlī anstatt ʿUthmān als rechtmäßigen Kalifen ansahen. Diese Auffassung sei deshalb absurd, da Muhammad in einem Hadīth, welches bei at-Tirmidhī und al-Buchārī überliefert ist, gesagt haben soll, dass Abū Bakr, ʿUmar und ʿUthmān ihm folgen würden. Indem die Schiiten diese drei Kalifen abgelehnt haben, hätten sie demnach auch den Islam abgelehnt. Heute würden die Zwölfer-Schiiten zusammen mit den Alawiten und den Drusen einen Krieg gegen die Sunniten führen. Deshalb hätte Ibn Taimīya bereits richtig geurteilt, als er schrieb, dass diese drei Parteien schlimmer als Juden und Christen seien – jene glaubten nur an einen Gott und seien so zumindest noch dem Monotheismus zuzurechnen.

## Die Auseinandersetzung mit Abū Muhammad al-Maqdisī

### Frühere Zusammenarbeit und Bruch
Der dschihadistische Gelehrte Abū Muhammad al-Maqdisī hat schon immer solche dschihadistischen Gruppen kritisiert, die leichtfertig Takfīr über andere Muslime anwenden und damit ihr Töten rechtfertigten. Das Konzept von Takfīr als solches jedoch sah Abū Muhammad al-Maqdisī nie als problematisch an. Die damit einhergehende Nutzung des Dschihad gegen all diejenigen, die als Ungläubige deklariert werden, missfiel ihm allerdings in manchen Fällen. Deshalb versuchte er 2009 mit der Gründung eines „Scharia-Rates“ die Konzepte Takfīr und Dschihād zu schützen und sie in jedem Einzelfall zu legitimieren oder zu verbieten. Dadurch sollten vor allem jungen Dschihadisten Antworten auf Fragen jeglicher Art gegeben werden. Ein Mitglied war im November 2010 laut dem niederländischen Forscher Joas Wagemakers Abū Humām al-Atharī – eines der Pseudonyme von Turkī al-Binʿalī. Wagemakers hebt hervor, dass Turkī al-Binʿalī einer derjenigen war, die Abū Muhammad al-Maqdisī am nächsten standen und 2008 sogar eine Schrift verfasste, in welcher er Abū Muhammad al-Maqdisī gegen verbale Angriffe seitens anderer Dschihadisten verteidigte.
Ideologisch stand Turkī al-Binʿalī ihm ebenfalls sehr nahe. Dies lässt sich laut Wagemakers vor allem an seiner Kritik an Herrschern betrachten, die mit „unislamischen Gesetzen“ regieren würden, und der Gelehrten, die diese Herrscher unterstützen. Trotzdem stellte sich auch Turkī al-Binʿalī damals gegen „Extremisten in Takfīr“. Dies soll aber nicht darüber hinwegtäuschen, dass der „Scharia-Rat“ sehr radikale Positionen vertrat – und bis heute vertritt. Das endgültige Ziel von Dschihād müsse beispielsweise die Eroberung eines Territoriums sein, auf welchem ein Kalifat ausgerufen werden kann. Dieses soll dann expandieren und die Ausübung von Tauhīd garantieren. Offensichtlich vertrat Turkī al-Binʿalī noch denselben Standpunkt wie sein Lehrer Abū Muhammad al-Maqdisī. Die Beziehung verlor über die Zeit allerdings an Intensität.

### Streitpunkt I: Abū Bakr al-Baghdādī
So weist Wagemakers auf eine kurze Schrift Turkī al-Binʿalīs hin, in welcher er dazu aufruft, Abū Bakr al-Baghdādī die Treue zu schwören. Diese Schrift wurde im September 2013 publiziert. Zu diesem Zeitpunkt war Turkī al-Binʿalī zwar nicht mehr sehr für den „Scharia-Rat“ aktiv, „theoretisch aber noch ein Mitglied“.
Der Titel dieser Schrift ist Streckt eure Hände zum Treueeid für Baghdādī aus (muddū al-ayādī li-baʿyat al-Baġdādī). Der Link, welchen Wagemakers in seinem Artikel angibt, führt auf die Homepage Minbar at-Tauhīd wa-l-Dschihād von Abū Muhammad al-Maqdisī, jedoch funktioniert der Link nicht mehr. Ob sich diese Tatsache als Beweis anführen lässt, dass Abū Muhammad al-Maqdisī zu dieser Zeit noch hinter seinem Schüler Turkī al-Binʿalī stand und auch dessen Aufruf zur Huldigung von Abū Bakr al-Baghdādī zumindest tolerierte, kann nicht mit Sicherheit geklärt werden. Wie weiter unten noch aufgezeigt wird, verfasste Abū Muhammad al-Maqdisī jedoch kurz darauf eine Schrift, in welcher er sich gegen einen alleinigen Führungsanspruch von Abū Bakr al-Baghdādī positionierte. Daher kann ebenfalls nicht ausgeschlossen werden, dass Turkī al-Binʿalī Abū Muhammad al-Maqdisīs Vertrauen in einem Maße genoss, dass er eigenständig auf Minbar at-Tauhīd wa-l-Dschihād publizieren durfte. Auf der Schrift selbst ist als Publikationsorgan allerdings Maktabat al-Himma, der „Verlag“ der IS-Organisation, angegeben. Al Ghuraba Media übersetzt den Flyer ins Deutsche. Al Ghuraba Media publizierte später Schriften gegen Abū Muhammad al-Maqdisī und Minbar at-Tauhīd wa-l-Dschihād, während dessen Minbar at-Tauhīd wa-l-Dschihād gegen Turkī al-Binʿalī und die IS-Organisation polemisierte.
Turkī al-Binʿalī führte in seiner Schrift Abū Bakr al-Baghdādīs Abstammung über Dschaʿfar az-Zākī und dessen Vater ʿAlī al-Hādī, den zehnten Imām der Zwölfer-Schiiten, bis auf Muhammad zurück, womit er die entscheidende Qualifikation des zukünftigen Kalifen benannte. Dabei betonte er mit Verweis auf das Tafsīr-Werk des Ibn Kathīr die besondere Stellung der Ahl al-bait und ihre Ehrenhaftigkeit. Ein Muslim solle ihnen gegenüber wohltätig und respektvoll sein. Wichtig sei auch Abū Bakr al-Baghdādīs Ausbildung, die er an der Islamischen Universität in Bagdad erhalten hatte, wo er ebenfalls promovierte. Turkī al-Binʿalī betonte in dieser Schrift zudem Abū Bakr al-Baghdādīs Wissen und seinen Dschihād. Damit ist wohl sein Kampf gegen die USA im Irak gemeint.
Schon damals also war Turkī al-Binʿalī der Meinung, die Ausrufung des legitimen Kalifats, welches auch von Abū Muhammad al-Maqdisīs Scharia-Rat als endgültiges Ziel des Dschihād angestrebt wurde, sei zum Greifen nah und der zukünftige Kalif schon gefunden: Abū Bakr al-Baghdādī.

#### Der Alleinanspruch der IS-Organisation
Das Problem dabei war der Anspruch der IS-Organisation, dass sie den legitimen Dschihād repräsentiere und sich alle anderen dschihadistischen Gruppen ihr anzuschließen hätten. Der Streit im dschihadistischen Milieu ist ausgebrochen, als die IS-Organisation erklärte, dass die Al-Nusra-Front lediglich eine Erweiterung der Organisation, die damals noch ISI (Islamischer Staat im Irak) hieß, sei. Abu Muhammad al-Dschaulani, der Anführer der Al-Nusra-Front, wies dies zurück und schwor allein dem al-Qaida-Führer Aiman az-Zawahiri die Treue.
Aiman az-Zawāhirī selbst erkannte die ISI-Organisation zwar an, befahl ihr aber, irakisches Territorium zu halten und nicht zu expandieren. Seine Angst war demnach, dass die ISI-Organisation noch nicht stark genug für die Expansion sei und sich deswegen wieder auflösen könnte. In seinen Augen unterstand die Organisation damals noch al-Qaida. Neben az-Zawāhirī vertraten auch Abu Qatada und Abū Muhammad al-Maqdisī diese Auffassung.

### Streitpunkt II: Staatlichkeit der IS-Organisation
Bereits 2006 veröffentlichte die ISI-Organisation ein Dokument mit dem Titel Unterrichtung der Gläubigen über die Gründung des Islamischen Staates (iʿlām al-anām bi-milād daulat al-islām). Neben der Ausrufung eines Islamischen Staates im Irak (ISI), behandelten die Autoren darin auch die Frage der notwendigen Größe eines islamischen Staates und seiner Legitimität. Publiziert wurde das Dokument wiederum über Abū Muhammad al-Maqdisīs Minbar at-Tauhīd wa-l-Dschihād. In einem Kapitel zum Schūrā-Rat zitiert der Verfasser dieses Dokumentes zuerst Sure 24, Vers 55. Im Anschluss daran schlussfolgert der Autor, dass Allah die Möglichkeit für einen solchen Staat auf der Erde geschaffen habe. Das Auftreten der religiösen Rituale sei darüber hinaus ein Indiz für die Nachfolge gegenüber einem nicht-islamischen Staat, die sich an der Reife der Macht und am Abwägen des Umrisses dieses Staates zeige. Dieser Staat herrsche dann über das Territorium, auf welchem er sei – die Größe spiele dabei keine Rolle.
Wie der Islamwissenschaftler Christoph Günther in seiner Dissertation zur ISI-Organisation hervorhebt, betont ʿUthmān ibn ʿAbd ar-Rahmān at-Tamīmī, der Autor des Dokuments, dass die Größe der Gebiete, welche die ISI-Organisation für sich beanspruchte, „dem Gebiet des ersten Staates in Medina gleicht“ und in ihnen „die Feinde keinerlei Glück hatten“.
Ein wichtiges für die Gründung eines islamischen Staates war, dass die „säkularen ungläubigen kurdischen Parteien“ (al-aḥzāb al-kurdīya al-ʿalmanīya al-mulḥida) im Norden des Iraks bereits ihren eigenen Staat hätten und gemeinsam mit den Amerikanern den Islam bekämpfen würden. Daneben würden die Kurden noch Unterstützung von Israel, den Rāfida (gemeint sind die irakischen Schiiten) und aus der säkularen irakischen Regierung erhalten. Der neu gegründete Islamische Staat im Irak werde deshalb nun den Dschihād fortsetzen und weitere irakische Territorien von der Herrschaft der Säkularen und der Apostaten befreien. Wichtig ist dieses Dokument, weil Turkī al-Binʿalī später dieselben Argumente in verkürzter Form aufgegriffen hat.

#### Abū Muhammad al-Maqdisī: Der Unterschied zwischen einem Emirat des Dschihāds und einem fähigen Staat
Abū Muhammad al-Maqdisī verfasste laut einem Forumseintrag am 17. November 2013 seine Reaktion auf das Bestreben der ISI, einen neuen Staat zu gründen. Die Schrift gleicht einer Warnung vor unüberlegten Schritten, welche Abū Muhammad al-Maqdisī befürchtete, dass sein Schüler Turkī al-Binʿalī sie unternehmen würde. Es handelt sich dabei wohl um seine direkte Reaktion auf Turkī al-Binʿalīs Schrift Streckt eure Hände zum Treueeid für Baghdādī aus (muddū al-ayādī li-baʿyat al-Baġdādī).
Abū Muhammad al-Maqdisī argumentiert in dieser Erwiderung, dass es einen Unterschied zwischen einem „Emirat des Krieges und des Dschihāds oder Emiraten vor der Befestigung“ (imārat al-ḥarb wa-l-ǧihād au imārāt qabl at-tamkīn) auf der einen und einem „Emirat der Gläubigen und einem befestigten Staat, geschweige denn einem Kalifat“ (imārat al-muʾminīn wa-d-daula al-mumakkina faḍlan ʿan al-ḫilāfa) auf der anderen Seite gebe. Ein falscher Schritt könne ungewollte Konsequenzen nach sich ziehen.
Als Anlass für seine Schrift gibt Abū Muhammad al-Maqdisī an, dass ihm zugetragen wurde, dass einige Menschen in die Rolle der Adoptivmutter geschlüpft seien (daur al-umm ad-daʿīya). Diese sähen sich nun in der Rolle des lügenden Klageweibs, das den Zustand der Umma und den Angriff der Feinde auf die Umma und ihren Glauben beklage. Allerdings sollten sie nicht mit ihrer Rolle zufrieden sein, sondern sollten jene werden, „die das verbinden, was Gott zu verbinden geboten hat, die sich vor ihrem Herrn fürchten und sich vor schlimmer Abrechnung ängstigen“ (Sure 13, Vers 21). Abū Muhammad al-Maqdisī wendet sich also gegen den Anspruch der ISI-Organisation, die Führung der dschihadistischen Gruppen zu übernehmen.
Während der Abfassung dieser Schrift gab es laut Abū Muhammad al-Maqdisī verschiedene dschihadistische Gruppen in Syrien. Er schreibt, dass sie (im Text spricht er von wir, gemeint ist wohl der Scharia-Rat) jeden unterstützen, der von den dschihadistischen Brüdern unter dem Banner von Tauhīd in Syrien kämpft. Es solle kein Unterschied zwischen verschiedenen Gruppen gemacht werden, vor allem nicht zwischen den Brüdern von der Organisation Dschabhat an-Nusra und denen des „Islamischen Staat im Irak und Großsyrien“. Abū Muhammad al-Maqdisī und seine Mitstreiter würden sich nicht mit einer Unterscheidung zwischen den dschihadistischen Gruppen zufriedengeben. Deshalb riefen sie mit dieser Schrift nochmal explizit zur Vereinigung (Tauhīd) unter einem Banner und einem Befehlshaber (Amīr) auf. Die brutale Schlacht in Syrien könne nur gemeinsam gewonnen werden.
Abū Muhammad al-Maqdisī und seine Getreuen weisen anschließend die Mitglieder der IS-Organisation darauf hin, dass sie die politische Situation des Propheten Muhammad betrachten müssten, vor allem während der Anfänge in Medina, noch bevor es einen großen islamischen Staat gab. Muhammad wäre demnach Bündnisse mit jedem außer den Juden eingegangen und hätte sich nicht beeilt, die Heuchler (Munāfiq) anzugreifen. Dies hätte er erst getan, als die Muslime stark waren und sich der Islam in den Herzen von vielen verfestigt hätte. Abū Muhammad al-Maqdisī ruft also zur Geduld auf und ist gegen jegliche voreilige Ausrufung eines Kalifats. Nichtsdestotrotz bleibt sein Ziel offensichtlich dasselbe wie das der IS-Organisation: die Gründung eines expandierenden islamischen Staates.
Am Ende seines Textes ruft er nochmal alle seine muslimischen Brüder, vor allem die Helfer des Glaubens (anṣār ad-dīn) dazu auf, das Banner des Tauhīd in Syrien zu unterstützen, um die Feinde und die Herrschaft der Tāghūt zu bekämpfen.

#### Turkī al-Binʿalīs Refutatio
Turkī al-Binʿalī wollte sich allerdings nicht durch seinen Lehrer von seinem Vorhaben abbringen lassen und antwortete Ende April 2014. Darin führte er Argumente aus islamischen Quellen an, um zu beweisen, dass der Ausruf eines Kalifats vor dem Erreichen vollkommener politischer Macht, im Islam rechtlich abgesichert sei. Diese „vollkommene Befestigung“ (at-tamkīn al-kāmil) zähle er nicht zu den notwendigen Bedingungen.
Al-Binʿalī verweist in der Schrift auf Sure 2, Vers 30: „Ich werde auf der Erde einen Nachfolger einsetzen“. Der islamische Gelehrte al-Qurtubī schrieb in seinem berühmten Tafsīr-Werk eine Seite zu diesem Satz. Turkī al-Binʿalī zitiert einen Teil des gesamten Kommentars: „Dieser Vers ist eine Grundlage für die Einsetzung eines Imams und Kalifen, dem man gehorchen muss, damit er ein Fokus des Zusammenhalts der Gesellschaft wird und seine Befehle für das Kalifat ausgeführt werden. Die Umma und die Imame (gemeint sind die Gründer der sunnitischen Rechtsschulen) sind sich über die verbindliche Natur einen solchen Anführer einig, mit Ausnahme von dem, was über Abū Bakr al-Asamm überliefert wird.“
Anschließend zitiert Turkī al-Binʿalī Teile aus Sure 38, Vers 26: „David! Wir haben dich als Nachfolger (früherer Herrscher) auf der Erde eingesetzt“ und Sure 24, Vers 55: „Gott hat denjenigen von euch, die glauben und tun, was recht ist, versprochen, daß er sie (der jetzt lebenden Generation) auf der Erde nachfolgen lassen wird.“ Turkī al-Binʿalī argumentiert weiter, dass Gott die Fähigkeit zum Kalifat nach der Ausrufung des Kalifats bereitstellen würde. Es sei also notwendig ein Kalifat erst auszurufen, mit der Unterstützung Gottes würde es dann expandieren. Als Beweis dient ihm ein weiterer Teil von Sure 24, Vers 55: „so wie er diejenigen, die vor ihnen lebten, (seinerzeit einer früheren Generation) hat nachfolgen lassen, und daß [sic!] er ihnen ihre Religion, die er für sie gut gefunden hat, (überall) zur Geltung bringen, und daß [sic!] er sie (selber) nachdem sie in Furcht gelebt haben, in den Zustand der Sicherheit versetzen wird (w. daß [sic!] er sie nach ihrer Furcht in Sicherheit überwechseln lassen wird).“
Besonders wichtig erscheinen Turkī al-Binʿalī die Passagen „hat nachfolgen lassen“ und „daß [sic!] er ihnen ihre Religion, die er für sie gut gefunden hat, (überall) zur Geltung bringen“, da er diese fett markiert hervorgehoben hat. Um seine Argumentation zu stützen, beruft er sich auch hier auf das Tafsīr-Werk von at-Tabarī. At-Tabarī ist der Ansicht, die Passage „hat nachfolgen lassen“ bedeute, dass Gott den Arabern und den ʿAdscham die Erde der Muschrikūn vererbt und die Araber und ʿAdscham zu ihren Königen und Stallmeistern gemacht habe. Was den zweiten hervorgehobenen Teil angeht, so schreibt at-Tabarī, dass Gott den Muslimen den Befehl über diese Gemeinschaft übertragen habe (fa-amru-hum bi-hā). In dieser Argumentation ist also eindeutig die islamische Gemeinschaft der von Gott auserwählte rechtmäßige Herrscher der Welt.

### Streitpunkt III: Turkī al-Binʿalīs Ablehnung der Seniorität (asbaqīya)
Turkī al-Binʿalī publizierte weiter und schrieb ein 30-seitiges Dokument mit dem Titel šaiḫī al-asbaq – haḏā firāq bainī wa-bainik, zu Deutsch: Mein früherer Schaich – Das bedeutet die Trennung zwischen mir und dir. Veröffentlicht wurde die Schrift am 31. Mai 2014.
Der zweite Teil des Titels (haḏā firāq bainī wa-bainik) ist dem Koran aus Sure 18, Vers 78 entnommen. Darin geht es um die Trennung zwischen Moses und dem Gottesknecht, der allgemein mit al-Chidr identifiziert wird. Der Koran skizziert hier ein Gleichnis, ein Symbol für alle Menschen, die trotz der Zeichen Gottes nicht sehen wollen. Der Gottesknecht begeht in den Augen Moses viele Ungerechtigkeiten, bis er am Ende sagt, dass dies nun die Trennung zwischen beiden sei und Moses die wahren Beweggründe für sein Handeln offenlegt. Jede zuvor im Unrecht erschienene Tat erscheint nun gerechtfertigt.
Das Dokument selbst dreht sich in erster Linie um die emotionale Beziehung. Turkī al-Binʿalī war zu diesem Zeitpunkt offensichtlich tief gekränkt. So schreibt er zum Beispiel, dass die letzten Tage eine schwere und gefährliche Wahrheit aufgedeckt hätten: bis vor kurzem wäre er noch als „unser Scheich“ und „Gelehrter“ bezeichnet worden. Aber auf einmal fände er sich in einem Wörterbuch der Schmähungen wieder – dies stelle eine Übertreibung in ihrem Hass dar.
Bevor Turkī al-Binʿalī am Ende des langen Textes auf den eigentlichen Anlass seines Schreibens eingeht, zählt er noch Schriften auf, die er zur Verteidigung von Abū Muhammad al-Maqdisī verfasste. Nie hätte laut Turkī al-Binʿalī jemand gedacht, dass einer, der in einem solchen Maße wie er selbst an der Seite von Abū Muhammad al-Maqdisī stand, ihn einmal ablehnen würde. Doch die Ablehnung komme nichtsdestotrotz: er werde Abū Muhammad al-Maqdisī genauso ablehnen, wie dieser Turkī al-Binʿalīs Amīr – gemeint ist Abū Bakr al-Baghdādī – abgelehnt habe.
Darüber hinaus habe Abū Muhammad al-Maqdisī auch den Sprecher der IS-Organisation, in einem eigenen Brief angegriffen und als Bekräftigung dieses Briefes noch einen weiteren veröffentlicht, in welchem er sich von Turkī al-Binʿalī lossagt. Daneben habe er der IS-Organisation auch die Scharia-Basis aberkannt. Turkī al-Binʿalī schreibt auch, dass einer seiner Schüler zu ihm sagte, Abū Muhammad al-Maqdisī täte nun dasselbe mit ihm, was er schon mit Abū Musʿab az-Zarqāwī gemacht hätte. Die Erklärung gegen Abū Musʿab az-Zarqāwī ist online aufrufbar.
Wichtig ist Turkī al-Binʿalī auch, dass Abū Muhammad al-Maqdisī ihn einst als „den prominenten Scharia-Anhänger“ (aš-šarʿī al-mubraz) bezeichnet haben soll. In das Projekt Minbar at-Tauhīd wa-l-Dschihād, das auch die Umwandlung von al-Qaida im Irak zum ISI publizierte, hätte Abū Muhammad al-Maqdisī ihn nur hineingezogen. Damit erhöht er sich in gewisser Weise gegenüber seinem ehemaligen Lehrer, der ihn für einen so herausragenden Gelehrten gehalten haben müsste und ihn unbedingt in seinem Projekt wissen wollte.
Auch beklagt er sich, dass Abū Muhammad al-Maqdisī eine Veränderung in der Wortwahl durchlebe. Erst soll er Turkī al-Binʿalī mit „unser Scheich“ (šaiḫunā) angesprochen haben. Aus „unser Scheich“ wurde „der Scheich“ (aš-šaiḫ), daraus wiederum „mein Bruder“ (aḫī), und zuletzt bezeichnete er – wie vorher bemerkt – Turkī al-Binʿalī nur noch als „Soundos“ (fulān).
Turkī al-Binʿalī selbst rechne nun damit, dass Abū Muhammad al-Maqdisī, den er paradoxerweise an einer Stelle noch immer als „unser Scheich“ (šaiḫunā) bezeichnet, darauf hinarbeiten werde, der IS-Organisation die Scharia-Basis abzuerkennen und sich dem Unruhestiften zuwenden werde. Damit habe er offenbar schon begonnen, denn Turkī al-Binʿalī zitiert ihn später mit Worten, welche aus einem vorausgegangenen Brief al-Maqdisīs stammen.
Darin beschrieb dieser geheime freundschaftliche Ratschläge, welche er der IS-Organisation erteilte und welche diese mit einer Kritik an Abū Bakr al-Baghdādī verwechselt hätten. Abū Muhammad al-Maqdisī wollte nach eigener Aussage damit nur die Wogen zwischen ihm und der IS-Organisation glätten. Die IS-Organisation hätte ihm eigentlich eine Antwort versprochen, nach mehreren Briefwechseln und acht Monaten jedoch sei noch immer nichts gekommen.

#### Der Symbolcharakter des Streits
Bunzel schreibt, dass dieser Konflikt symbolisch für einen Generationenkonflikt im dschihadistischen Lager ist. Die junge Generation, allen voran Turkī al-Binʿalī, möchte nicht mehr von den älteren Ideologen bevormundet werden. Turkī al-Binʿalī selbst sei es zudem leid, dass ihm konstant vorgeworfen werde, er sei zu jung, um tiefgreifende Urteile zu fällen.
Dieser Bruch zeigte sich schon zu Lebzeiten von Abū Musʿab az-Zarqāwī, als Abū Muhammad al-Maqdisī und al-Qaida dessen radikales Vorgehen kritisierten und ihm vorwarfen, ihre Lehren zu verfälschen.

#### Abū Muhammad al-Maqdisīs Kritik an den Implikationen der IS-Organisation
Abū Muhammad al-Maqdisī kam nun in Bedrängnis, was unter anderem mit seinem damaligen Gefängnisaufenthalt zu tun hatte. Am Anfang eines Schreibens gesteht er, dass er in den letzten Wochen mehr gehört als gelesen hatte, da er erst aus dem Gefängnis entlassen worden sei.  Abū Muhammad al-Maqdisī wurde am 17. Juni 2014 aus dem Gefängnis entlassen.
Was ihn jedoch erreichte, ging meist über einen Mithäftling im Gefängnis, der der IS-Organisation (tanẓīm ad-daula) angehörte und in wöchentlichem Kontakt mit Syrern stand. Alles, was ihn auf diesem Wege erreicht hatte, kam deshalb meist verspätet an. Von dem, was er von Turkī al-Binʿalī hörte, wurde ihm laut eigener Aussage klar, dass jede Seite sich auf dem richtigen Weg wähnte und nach Unterstützung verlangte. Nichtsdestotrotz sollten seiner Meinung nach alle Seiten erst einmal das Zuhören lernen. Ihm selbst wurde angeraten, Partei für die Seite zu ergreifen, die Gottes Gesetze auf Erden implementieren möchte. Allerdings heiße dies nicht, dass diese Partei selbst unfehlbar sei. Unklar bleibt, wer ihm das angeraten hat.
Abū Muhammad al-Maqdisī berichtet in seinem Schreiben, er sei während seines Gefängnisaufenthaltes auch nach den Erfolgen der IS-Organisation im Irak gefragt worden. Nach eigener Aussage antwortete er, dass es keinen Gläubigen gäbe, der sich nicht über die Siege der Muslime gegen die Rāfiditen und die Apostaten freue. Viel wichtiger sei jedoch die Frage der Angst über den Wert dieser Siege, genauer gesagt: wie die Sunniten (ahl as-sunna wa-l-ǧamāʿa) in den befreiten Gebieten zusammenarbeiten sollten.
Turkī al-Binʿalī wird an einer Stelle des Schreibens indirekt erwähnt: al-Maqdisī berichtet, dass er eines Morgens gefragt wurde, „ob er über die Schrift informiert sei, in der Soundso über das Kalifat spricht und dafür nicht die Befestigung voraussetzt.“ (fulān yatakallam fī-hā ʿani-l-ḫilāfa wa-anna-hā lā yaštariṭ la-hā at-tamkīn). Nach eigenem Bericht verneinte al-Maqdisī dies, schloss aber aus dem Titel der Schrift, dass die Ausrufung kurz bevorstehe. Als man ihn fragte, was er davon hielte, wenn man es bereits ausgerufen habe, antwortete er, dass ihm dies keinen Schmerz verursache und er seine Zeit nicht mit der Widerlegung dessen vergeuden werde, was Turkī al-Binʿalī in seiner Schrift geschrieben habe. Hier möchte er sich also gar nicht mehr mit den Argumenten von Turkī al-Binʿalī auseinandersetzen. Denn wie auch immer Abū Muhammad al-Maqdisīs ausfallen würde, würde dies an den von Turkī al-Binʿalī geschaffenen Tatsachen nichts mehr ändern. Abū Muhammad al-Maqdisī scheint sich übergangen gefühlt zu haben.
Abū Muhammad al-Maqdisī fährt fort, indem er schreibt, dass alle auf die Rückkehr des Kalifats, das Auseinanderbrechen der Grenzen und das Aufrichten der Banner des Tauhīds hofften – nur der Munāfiq würde dies hassen. Wovor Abū Muhammad al-Maqdisī sich jedoch fürchtet, sei, dass Leute auf diese Ernennung und Bezeichnung, welche sich aus einer Organisation zum Staat im Irak (daulat ʿirāq) zum Staat im Irak und Großsyrien (daulat ʿIrāq wa-š-Šām) und nun zum allumfassenden Kalifat (ḫilāfa ʿāmma) entwickelte, hinarbeiteten. Wäre dieses Kalifat nun ein Refugium für alle Muslime und Unterdrückten? Oder beziehe sich die Benennung des Kalifats auf das Schwert gegen die Abweichler unter den Muslimen, also all denjenigen, die die IS-Organisation nicht unterstützen? Lösche es die Gesamtheit der Emirate aus, die ihrem ernannten Staat vorangegangen sind? Erkläre es auch alle Gruppen, die auf dem Wege Gottes den Dschihād betrieben hatten, für nichtig? Dschihadisten im Kaukasus und die Taliban gingen der IS-Organisation bereits voraus und riefen Emirate aus. Allerdings sei damit kein Blutvergießen zwischen Muslimen einhergegangen. Was sei nun also das Schicksal des kaukasischen Emirats nach der Ausrufung des Kalifats? Was gelte nun für die Taliban nach der Ausrufung? Was sei nun die Pflicht des muslimischen Individuums im Irak und Syrien? Bis jetzt seien nur widersprüchliche Drohungen durchgesickert.
Auf all diese Fragen, derer er jedoch noch mehr hätte, verlangt Abū Muhammad al-Maqdisī explizit Antworten. Ohne deren Klärung jedoch könne er das Kalifat der IS-Organisation nicht anerkennen. Am Ende betont er noch einmal seine Sorge vor Tahrīf und Entstellung (Tašwīh) der Religion durch Übertreiber. Abū Muhammad al-Maqdisī fürchtete zum Zeitpunkt, als er diese Schrift verfasste, offensichtlich, dass die IS-Organisation den anderen Bewegungen Konkurrenz machen könne – bis hin zu internen Kämpfen zwischen dschihadistischen Gruppen. Für ihn war die Organisation am Scheidepunkt: entweder würden sie durch Ghulāt, Tahrīf und Entstellung der Religion dem Islam schaden oder sie würden sich noch einmal besinnen und den Schulterschluss mit ihren Glaubensbrüdern suchen.
Auffallend ist neben seinen Bedenken gegenüber den Entwicklungen und dem Machtanspruch der IS-Organisation, der zu diesem Zeitpunkt immer stärker zum Vorschein trat, Abū Muhammad al-Maqdisīs herablassender Ton gegenüber Turkī al-Binʿalī. So vermeidet er seinen Namen und bezeichnet ihn lediglich als „Soundso“ (fulān). Interessant sind auch die Auszüge aus privaten Briefen, die von Turkī al-Binʿalī stammen und von Abū Muhammad al-Maqdisī veröffentlicht wurden. Al-Maqdisī weist dort auf grammatikalische Fehler von Turkī al-Binʿalī hin.

### Streitpunkt IV: Abfall vom Islam
Zu einem noch deutlicheren Bruch zwischen Abū Muhammad al-Maqdisī und Turkī al-Binʿalī kam es, als im Dezember 2014 der jordanische Kampfpilot Muʿādh Sāfī Yūsuf al-Kasāsba von der IS-Organisation abgeschossen wurde, und sich Abū Muhammad al-Maqdisī von Beginn an als Hauptvermittler zwischen der jordanischen Regierung und der IS-Organisation hervortat. Wie Wagemakers schreibt, war das Schicksal Muʿādh al-Kasāsbas jedoch sekundär für Abū Muhammad al-Maqdisī – sein primäres Ziel sei es gewesen, einen Austausch auszuhandeln, damit Sādschida ar-Rīschāwī aus dem jordanischen Gefängnis entlassen wird. Während der Verhandlungen hielt die IS-Organisation Abū Muhammad al-Maqdisī jedoch hin. Am Ende stellte sich heraus, dass schon während eines frühen Zeitpunkts der Verhandlungen Muʿādh al-Kasāsba ermordet worden war. Dies erzürnte Abū Muhammad al-Maqdisī.

#### Abū Muhammad al-Maqdisī – „außerhalb des Islams“
Als Reaktion auf diesen Vorfall publizierte Turkī al-Binʿalī unter dem Pseudonym Abū Chuzaima al-Mudarī ein Schreiben, in dem er die Verbrennung des jordanischen Piloten Muʿādh al-Kasāsba rechtfertigte und Abū Muhammad al-Maqdisī als vom Glauben gelöst beschreibt. Mit seinem Programm zum jordanischen Piloten Muʿādh Sāfī Yūsuf al-Kasāsba habe Abū Muhammad al-Maqdisī offenen Kufr (al-kufr al-bawāḥ) und sogar deutlichen Schirk (aš-širk aṣ-ṣarāḥ) begangen. Denn Abū Muhammad al-Maqdisī beschreibe jemanden als Muslim, der an der Kreuzfahrer-Allianz gegen die Muslime teilgenommen habe und deshalb in Wahrheit ein Apostat sei.
Turkī al-Binʿalī drückte seine Verwunderung darüber aus, dass Abū Muhammad al-Maqdisī über jemanden schweige, der ein Kernstück der ʿAqīda und des Tauhīd zurückweise, und juristischen Frage wie jene des Schlachtens (aḏ-ḏabḥ) und der Verbrennung zurückweise, und erinnert al-Maqdisī an seine früheren Schriften mit den Titeln Aufdeckung der Scheinargument der Streitenden bezüglich der Armeen des Schirk und den Helfern der weltlichen Gesetze oder Dialog zwischen den Armeen des Tauhīd und den Armeen des Schirk und der Verleumdung und daran, dass er dem Apostaten den Status eines Märtyrers abgesprochen hatte.
Turkī al-Binʿalī wendete sich entschieden gegen jegliche positive Attribute, die dem jordanischen Piloten zugeschrieben wurden. Dazu zitiert er Sure 2, Vers 217, in welcher es um den Kampf im heiligen Monat Ramadan geht. Turkī al-Binʿalī verweist nun auf den mittelalterlichen Gelehrten al-Qurtubī, der in seinem Tafsīr-Werk diesen Vers erläutert hatte. Demnach bezieht sich der Vers auf die „ungläubigen Quraiš“, deren Morden im heiligen Monat das schwerste Verbrechen sei, welches sie vor Gott begangen haben. Al-Qurtubī führt noch zwei weitere Punkte als Beispiele auf, die weniger schwer als das Töten im Ramadān wiegten: die unzähligen Versuche, um die Menschen vom Islam und vom Wege Gottes abzuhalten und die Muslime (ahl al-masǧid) aus den Moscheen ausweisen – wie die „ungläubigen Quraiš“ es schon mit Muḥammad getan hätten.
Nichts wiege demnach schwerer als der Kampf gegen die Muslime, und zur Verteidigung habe Muhammad alles erlaubt. Laut Turkī al-Binʿalī weisen mehrere Situationen auf den Beschluss von Muhammad hin. Als Beispiel für – in seinen Augen legitime – Kriegstaten führt er zwei Begebenheiten auf:
1. Zum einen führt der Hadith-Gelehrte Abū l-Qāsim at-Tabarānī einen Isnād bis zu Fairūz al-Dailamī zurück, der berichtet, dass Muhammad mit dem Kopf eines Schwarzen kam.
2. Al-Baihaqī berichtet auch über einen Isnād von hoher Qualität (ǧaiyid al-isnād) von der Brigade des Ibn Abī Hadrad al-Aslamī. Dieser sei mit dem Kopf des Rifāʿa ibn Qais zu Muhammad gekommen und letzterer habe dagegen nichts gesagt.[66]

Was nun die Frage der Verbrennung mit dem Feuer angeht, die von Abū Muhammad al-Maqdisī angeprangert worden war, so verwies Turkī al-Binʿalī auf die Kommentierung des Prophetenwortes „Und was das Feuer angeht, so bestraft niemand damit außer Gott (wa-anna an-nār lā yuʿaḏḏib bi-hā illā allāh)“ durch Ibn Hadschar al-ʿAsqalānī. Er hatte dazu geschrieben: „Und es erlaubten dies – das heißt: das Verbrennen mit dem Feuer – ʿAlī, Chālid ibn al-Walīd und andere." Des Weiteren hatte Ibn Hadschar al-Muhallab ibn Abī Sufra mit der Aussage zitiert, dass dieses Prophetenwort nicht im Sinne eines Verbots gemeint sei, sondern allein die Bescheidenheit gegenüber Gott zum Ausdruck bringe. Auf die Erlaubtheit des Verbrennens von Menschen deutete nach Auffassung von Ibn Hadschar auch die Praxis der Sahāba hin: Muhammad habe den Stammesmitgliedes der al-ʿUraniyīn die Augen mit heißem Eisen ausstoßen lassen, Abu Bakr habe in Anwesenheit von Sahāba Rebellen im Feuer verbrannt und Chālid ibn al-Walīd sei in gleicher Weise mit den Gegnern in den Ridda-Kriege verfahren.
Das betreffe laut Turkī al-Binʿalī also die Begründung (Aṣl) des Verbrennens mit dem Feuer. Was aber die Strafe mit der Verbrennung angeht, so würden sich die großen vier sunnitischen Rechtsschulen einander gleichen. Der Beweis wäre dabei, dass Muhammad die Augen feindlichen Stammesmitgliedes herausgerissen hätte. Abū Muhammad al-Maqdisī würde diese Einigung jedoch einfach übergehen – oder sei es vielmehr sein Groll über die IS-Organisation, welcher ihn zu seiner Aussage veranlasst hatte?
Der Text schließt mit Vers 30 aus Sure 47: „Gewiss würdest du sie am Tonfall ihrer Rede erkennen. Gott kennt ihre Taten“. Das „sie“ bezieht sich auf die Ungläubigen (Sure 47, Vers 1), deren Groll Gott offenlegen wird (Sure 47, Vers 29). Man kann durch den Bezug Turkī al-Binʿalīs auf diese Sure und diesen Vers schließen, dass er Abū Muhammad al-Maqdisī damit als Ungläubigen bezeichnet und mit Hilfe dieses Schreibens versuchen möchte, ihn außerhalb des Islams oder zumindest außerhalb des Konsenses zu verorten. Seine Argumentation führt zwar oft über dieses Thema hinweg. Nichtsdestotrotz ist dies ein wichtiges Dokument im Bruch zwischen den beiden.

#### Die IS-Organisation – eine „abweichende Sekte“
Ein weiteres Dokument, eine Fatwā Abū Muhammad al-Maqdisī vom Mai 2015, ist an dieser Stelle erwähnenswert. Darin erklärt er die IS-Organisation offiziell zu einer „abweichenden Sekte“. Der Grund dafür sei, dass sie nicht mehr die Apostaten und Aggressoren, sondern die Muslime bekämpfen würde. Deshalb ruft Abū Muhammad al-Maqdisī dazu auf, die Organisation zu verlassen und zur Seite der Wahrheit (ḥaqq) zu wechseln, nämlich zur Dschabhat an-Nusra.
Abū Muhammad al-Maqdisī betont, dass er schon des Öfteren versucht habe, zwischen der IS-Organisation und al-Qaida zu vermitteln. Während dieser Vermittlungsversuche wären die Lügen der IS-Organisation offenkundig zu Tage getreten. Ihr Verhalten – ihre Kämpfe gegen Muslime, ihr Ignorieren der Führer des Dschihāds (gemeint ist al-Qaida), ihr Vergessen des bereits geleisteten Treueids (Baiʿa) gegenüber dieser Führung – resultiere in Ghulūw. All ihre Erklärungen, die der Rechtfertigung ihrer Taten dienen sollten, würden sie in Wahrheit nur noch weiter vom Islam entfernen. Dies umso mehr, weil ein Teil der Gruppe Charidschiten sei. Deshalb sollten die Mudschāhidūn diese Organisation verlassen und wieder Einigkeit im Lager des Dschihād herstellen.

#### Die IS-Organisation und die Charidschiten
Besonders verärgert hat Abū Muhammad al-Maqdisī wohl, dass die IS-Organisation ihn während der Verhandlungen um das Leben des Piloten hinhielt und scheinbar nie in Erwägung gezogen hatte, wirklich zu verhandeln. Zur Beendigung der Gespräche schickte die IS-Organisation Abū Muhammad al-Maqdisī ein Video, welches nur mit dem Passwort „al-Maqdisi der Hahnrei…“ geöffnet werden konnte. Abū Muhammad al-Maqdisī machte Abū Bakr al-Baghdādī und Abū Muhammad al-ʿAdnānī persönlich für diese Beleidigung verantwortlich.
Diese zwei Personen sind für ihn Beispiele für Charidschiten. Der Großteil der IS-Organisation hat für ihn gute Intentionen, die es zu unterstützen gilt. Allerdings habe ein Teil von ihnen gewisse Grenzen überschritten. Nichtsdestotrotz sieht Abū Muhammad al-Maqdisī die Charidschiten als Muslime an. Bekämpfen dürfe man sie deshalb nicht. Der Kampf gegen die Apostaten und Kreuzfahrer habe Priorität. Bunzel schrieb, dass Abū Muhammad al-Maqdisī trotz seiner negativen Erfahrungen in Verhandlungen mit der IS-Organisation sie nicht aufgegeben habe. Sein Einfluss sei dabei aber gering, da beispielsweise Aiman az-Zawāhirī die IS-Organisation komplett mit dem Wort Charidschiten bezeichnete und keine Unterscheidung zwischen einzelnen Mitgliedern machte.
Der Bruch zwischen Abū Muhammad al-Maqdisī und seinem Schüler Turkī al-Binʿalī bleibt zwar bestehen – beide bezeichnen sich gegenseitig noch immer als Abtrünnige. Offenbar sieht Abū Muhammad al-Maqdisī die Hauptverantwortlichen für die Exzesse der IS-Organisation in zwei anderen Personen.

## Schriften
- Turkī al-Binʿalī: Explanation of the Three Fundamental Principles of Imam Abdul Wahhab. archive.org.
- Turkī al-Binʿalī Abī Sufyān as-Sulamī: „muddū al-ayādī li-baʿyat al-Baġdādī“ kutaib aṣdaru-hu tanẓīm „Dāʿiš“ tuṭālib fī-hi al-muslimīn mubāyaʿat zaʿīm at-tanẓīm „Abū Bakr al-Baġdādī“ ḫalīfa. Publiziert von Maktabat al-Himma. Übersetzungen: Turkī al-Binʿalī: Stretch Forth Your Hands To Give The Bay'ah To Al-Baghdaadi. (Memento vom 12. November 2014 im Internet Archive; PDF) Das Austrecken der Hände zur Bayah an Al-Baghdādī. archive.org.
- Abū Sufyān Turkī bin Mubārak al-Binʿalī: šaiḫī al-asbaq (haḏā firāq bainī wa-bainik). Abgerufen am 15. August 2016.
- Turkī al-Binʿalī: The preliminary commentary of al-Sheikh Turki al-Bin'ali on the latest message of al-Sheikh Ayman al-Dhawaahiri. archive.org.